# Grimfist
 Grimfist — норвежская дэт-метал-группа, образованная в 2001 году. Название группы было придумано вокалистом Фредиабло. В одном из своих интервью Оле Валунет выразил концепцию группы следующим образом:

Можно сказать, что мы — современные вампиры, нас питают самые зловещие аспекты бытия, которые мы и отражаем нашей музыкой.

## История
Музыкальный коллектив Grimfist был образован осенью 2001 года Оле Валунетом и Фредиабло при участии бывших участников группы Immortal Хорга и Искарии. Искария и Хорг пришли в группу благодаря их знакомству с Фредиабло и совместной деятельности в Wurdulak. Таким образом после соответствующих телефонных звонков, приглашений и пробных записей-репетиций был образован новый коллектив. Однако Искария в группе долго не задержался и ушёл. Оле Валунет и Хорг занимались сочинением музыки и аранжировок, а Фредиабло взялся за вокальные партии и написание лирической составляющей музыкальных композиций.
Запись дебютного полноформатного альбома осуществлялась в студии Петера Тэгтгрена в Швеции. А выбор студии был опять предопределён знакомством: в то время Хорг играл в проекте Тэгтгрена Pain и в одно из их турне взял с собой демозапись Grimfist. Тэгтгрен послушал и сам предложили записаться в его студии.

## Состав

### Настоящий состав
- Оле Валунет — гитара, бас
- Фредиабло — вокал

### Бывшие участники
- Хорг — ударные
- Искария — бас

## Дискография
- 2003 — Ghouls of Grandeur
- 2005 — Ten Steps to Hell